# Красимир Добрев (актьор)
Красимир Добрев е български куклен и драматичен актьор и режисьор. 

## Биография
Роден е в Каварна на 19 август 1967 г. Завършва актьорско майсторство за куклен театър при професор Николина Георгиева през 1994 г. във ВИТИЗ „Кръстьо Сарафов“.
Започва кариерата си като стажант-актьор в ДКТ "Дора Габе" - Добрич през сезон 1989-1990 г. с роли на Снежко в "Тримата снежковци", Крокодила в "Приказка за джунглата" и войник и първи съветник в "Шивачът на приказки". Печели първата си награда за актьорско майсторство от Дома за литература и изкуство за деца и юноши - София на VІІІ Международен фестивал за куклено изкуство "Златният делфин" (1990) за "Шивачът на приказки".
По време на следването си участва в предаванията "Тинтири-минтири" и "Смехурко" по Българското национално радио, "Биберони" по Радио 199, както и в детското предаване "Здравей" и емблематичното студентско предаване "Ку-ку" по Българската национална телевизия. След дипломирането си участва от основаването му (1995 г.) в Образователен театър "Забавна наука" на Съни Сънински и проф. д-р Радка Василева, както и в предаванията "Неделя по никое време" и "Не може да бъде" по БНТ. 
Влиза в трупата на Държавен куклен театър - Варна през 2005 г. с роля в спектакъла "Копче за сън" (реж. Злати Златев) и печели награда за мъжка роля в "Приказка за пеещото дърво" (реж. Славчо Маленов) на XIII "Златен делфин" през същата година. Участва в представленията за възрастни, режисирани от Теди Москов "Красотата спи" (2009), "Възгледите на един пън" (2010),  "Професия лъжец" (за ролята си на Нелъжино/Джелсамино в него получава награда от XVI "Златен делфин"  - 2014 г), "Пурпурният остров" (2015) и "Уестърн" (2018). 
Красимир Добрев участва в мюзикъли като "Тримата мускетари" (роля: Людовик XIII) на Държавна опера - Варна (премиера: 2017 г.), "Алиса в Огледалния свят" (премиера: 2022 г.) и "Питър Пан" (премиера: 2023 г.) на ДКТ - Варна. Участва с гласа си в представленията "Поразените" от Теодора Димова (премиера: 2020 г.) и "Ботушът" (премиера: 2023 г.) от Лило Петров (ДТ "Стоян Бъчваров" - Варна). 
Участва в телевизионните сериали "Столичани в повече", "Етажна собственост", "Аз и моите жени", "Ол инклузив" (сезон 1 - 2020 г.), както и във филма "Още една мечта" (2012) на Николай Мутафчиев. 
Режисьор е на спектаклите "Сиводрешко и Бързобежко" и "Тримата снежковци" в ДКТ - Варна и е дългогодишен режисьор в Детската театрална академия "Питър Пан" (Варна). През 2023 г. режисира STEAM спектакъла πλίε, игран в градовете Джебел и Кърджали. 

## Награди
- Индивидуална за ролята на Сърдитият чичко в "Малки въшебници"[7], режисьор: Вера Стойкова, сценограф: Свила Величкова, премиера: 2013 г.
  - Награда за най-добра мъжка роля от ХХІ Международен куклено-театрален фестивал "Двама са малко – трима са много" в Пловдив (2014 г.);
  - Награда за мъжка роля на XVI "Златен делфин" (2014)[8]. Наградата е двойно споделена - за двете роли на Красимир Добрев (Сърдитият чичко в "Малки вълшебници" и Нелъжино в "Професия лъжец") и за Марсело Лафонтана за спектакъла „Прометей” на Лафонтана-формас Анимадас, Вила ду Конд, Португалия;
  - Награда от XIV Международен фестивал на театрите за деца, Баня Лука, Република Сръбска, Босна и Херцеговина (2015 г.).
- Индивидуална за ролята на Вещицата в "Приказка за пеещето дърво", режисьор: Славчо Маленов, премиера: 2005 г.
  - Награда за мъжка роля на XIII "Златен делфин" (2005)